# Alemanes de Kazajistán
Los alemanes de Kazajistán (en alemán: Kasachstandeutsche) son una minoría étnica en Kazajistán y conforman un pequeño porcentaje de la población. Hoy en día ellos viven principalmente en la parte nororiental del país, entre las ciudades de Astaná y Öskemen, siendo en su mayoría residentes urbanos. Durante el colapso de la Unión Soviética, su número se situó a casi un millón, desde entonces la mayoría emigró a Alemania y Rusia.

## Historia
La      mayoría de ellos son descendientes de alemanes del Volga, que fueron deportados a la RSS Kazajistán desde la RASS de los Alemanes del Volga poco después de la invasión nazi durante la Segunda Guerra Mundial. Muchos de ellos fueron encarcelados en campos de trabajo y alrededor de un tercio no sobrevivió a esta penuria.
Después de la deportación, los alemanes del Volga, como otras minorías deportadas, fueron impuestos a asimilación cultural forzosa en la cultura rusa. Los métodos para lograr tal objetivo incluyeron la prohibición del uso público del idioma alemán y la educación en alemán, la abolición de las festividades alemanas y la prohibición de reubicarlos entre ellos.
Estas medidas fueron promulgadas por Iósif Stalin, a pesar de que la comunidad alemana del Volga en su conjunto no estuvo afiliada de ninguna manera con la Alemania Nazi y había sido leal al Imperio ruso y después a la Unión Soviética por muchos años. Estas restricciones finalizaron durante el "Deshielo de Jrushchov".
Una propuesta en junio de 1979 pidió una nueva República Alemana Autónoma dentro de Kazajistán, con capital en Ermentau. La propuesta tenía por objeto hacer frente las condiciones de vida de los alemanes del Volga desplazados. En ese momento, había aproximadamente 936,000 alemanes étnicos viviendo en Kazajistán, conformando el tercer grupo étnico más grande de la república. El 16 de junio de 1979, manifestantes en Tselinograd (Astaná) protestaron contra esta propuesta. Ante el temor de una reacción negativa entre los kazajos mayoritarios y las llamadas para una autonomía similar entre los uigures, el gobernante Partido Comunista de Kazajistán desechó la propuesta de autonomía alemana en Kazajistán.
Según un censo de 1989, más ciudadanos de origen alemán vivían en Kazajistán, que sumaban 957,518 personas, o el 5.8% de la población total, que en el conjunto de Rusia incluyendo Siberia (841,295).
Debido al derecho de retorno alemán que permitía a los alemanes étnicos en el extranjero que habían sido deportados forzosamente regresar a Alemania, los alemanes del Volga pudieron emigrar a Alemania después de la disolución de la Unión Soviética. Sin embargo, debido al abuso generalizado del sistema y la falta de interés de parte de los inmigrantes recién llegados para asimilarse, la repatriación fue detenida a principios del siglo XXI. Para el año 2009 Rusia había sustituido a Alemania como el principal destino de inmigrantes kazajos alemanes. En 1999, había 353,441 alemanes restantes en Kazajistán.
Un pequeño número de alemanes han vuelto a Kazajistán desde Alemania durante los últimos años, incapaces de asimilarse en el ámbito cultural alemán. La organización Renacer, fundada en 1989, se ocupa de los asuntos culturales y comunitarios de la comunidad étnica alemana.
La mayoría de los alemanes de Kazajistán sólo hablan ruso. La mayoría eran históricamente seguidores del protestantismo, pero al igual que con los protestantes en otros lugares en el antiguo bloque soviético, pocos siguen practicando la fe; la mayoría son ahora irreligiosos, mientras que algunos son ortodoxos rusos o católicos (ver alemanes de Rusia para las estadísticas sobre los de Rusia). La mayor concentración de alemanes en Kazajistán se pueden encontrar a lo largo de las ciudades y pueblos de la región del Norte, como Uspen (11,19%), Taran (10,14%), y Borodwlïxа (11,40%).

## Demografía

### 2010
- Población: 180,374
- Nacimientos: 4,564
- Muertes: 2,447
- Migración neta: -1,111
- Tasa de natalidad: 25.47 por 1000
- Tasa de mortalidad: 13.65 por 1000
- Crecimiento natural: +1.18%
- Crecimiento migratorio: -0.62%

### 2011
- Población: 180,832
- Nacimientos: 4,396
- Muertes: 2,468
- Net Immigration: -1,465
- Birth Rate: 24.34 por 1000
- Death Rate: 13.72 por 1000
- Crecimiento natural: +1.06%
- Crecimiento migratorio: -0.81%